# Macrocera luteobrunnea
Macrocera luteobrunnea är en tvåvingeart som beskrevs av Loïc Matile 1977. Macrocera luteobrunnea ingår i släktet Macrocera och familjen platthornsmyggor.
Artens utbredningsområde är Madagaskar. Inga underarter finns listade i Catalogue of Life.